# Hylaeus dentiferellus
Hylaeus dentiferellus is een vliesvleugelig insect uit de familie Colletidae. De wetenschappelijke naam van de soort is voor het eerst geldig gepubliceerd in 1912 door Strand.